# Marengo (Illinois)
Marengo és una població dels Estats Units a l'estat d'Illinois. Segons el cens del 2000 tenia 6.355 habitants.

## Demografia
Segons el cens del 2000, Marengo tenia 6.355 habitants, 2.387 habitatges, i 1.694 famílies. La densitat de població era de 616,5 habitants/km².
Dels 2.387 habitatges en un 38,6% hi vivien nens de menys de 18 anys, en un 55,9% hi vivien parelles casades, en un 10,7% dones solteres, i en un 29% no eren unitats familiars. En el 24,9% dels habitatges hi vivien persones soles el 9,8% de les quals corresponia a persones de 65 anys o més que vivien soles. El nombre mitjà de persones vivint en cada habitatge era de 2,64 i el nombre mitjà de persones que vivien en cada família era de 3,17.
Per edats la població es repartia de la següent manera: un 29,3% tenia menys de 18 anys, un 8,6% entre 18 i 24, un 31% entre 25 i 44, un 19,2% de 45 a 60 i un 12% 65 anys o més.
L'edat mediana era de 34 anys. Per cada 100 dones de 18 o més anys hi havia 94,3 homes.
La renda mediana per habitatge era de 50.214 $ i la renda mediana per família de 57.209 $. Els homes tenien una renda mediana de 41.298 $ mentre que les dones 26.317 $. La renda per capita de la població era de 22.225 $. Aproximadament el 3,9% de les famílies i el 4,4% de la població estaven per davall del llindar de pobresa.

## Poblacions més properes
El següent diagrama mostra les poblacions més properes.